# Hochstatt
Hochstatt je občina v departmaju Haut-Rhin francoske regije Alzacija.
Leta 1990 je v občini živelo 1 831 oseb oz. 214 oseb/km².